# Piškorovec
Piškorovec je naselje u sastavu Općine Mala Subotica, u Međimurskoj županiji. 

## Stanovništvo
Prema popisu iz 2011. naselje je imalo 672 stanovnika.

| broj stanovnika | 672   | 782   |
|                 | 2011. | 2021. |